# Cryptochiton stelleri
Cryptochiton stelleri är en blötdjursart som först beskrevs av von Middendorff 1847.  Cryptochiton stelleri ingår i släktet Cryptochiton och familjen Acanthochitonidae. Inga underarter finns listade i Catalogue of Life.

## Bildgalleri

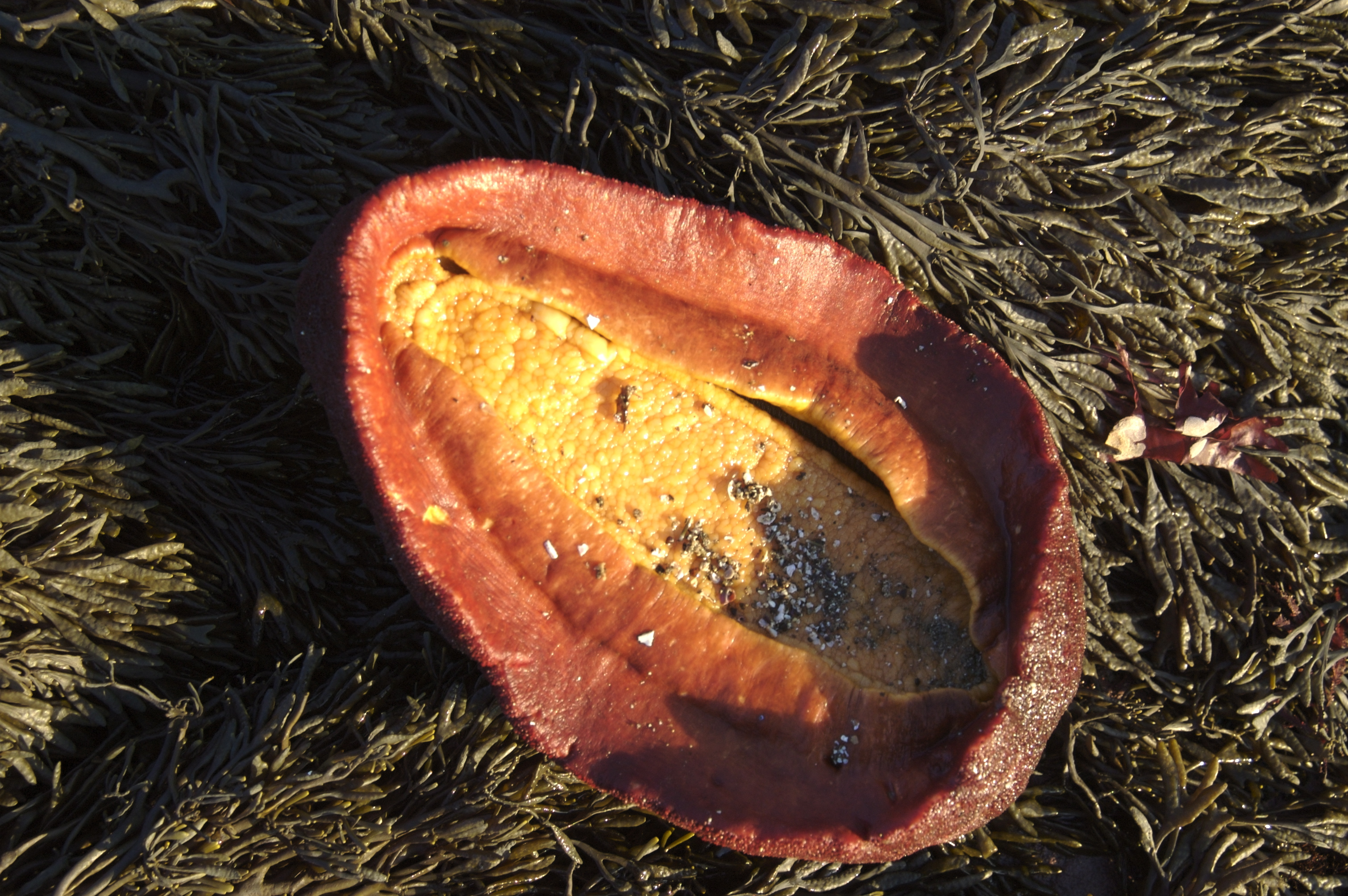
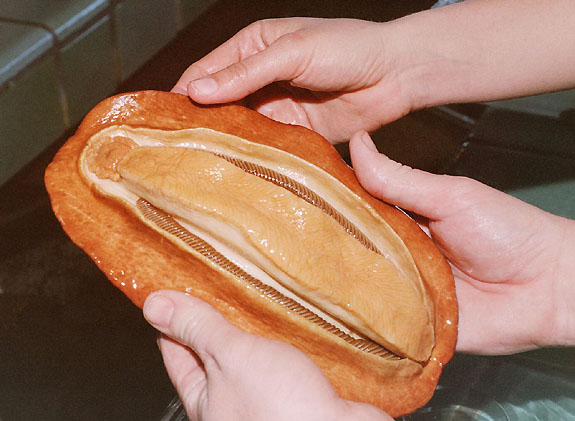
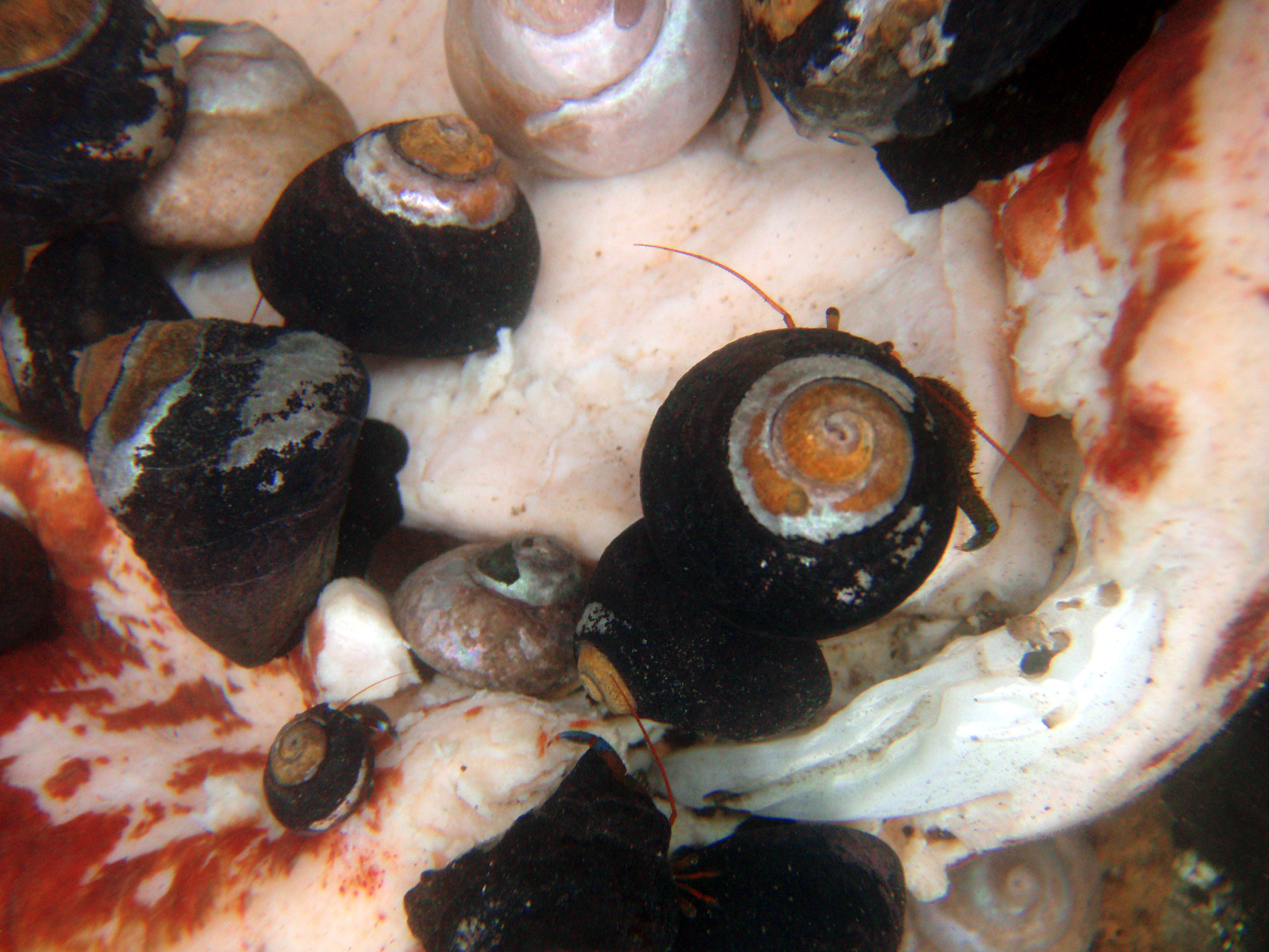